# Dvorce (okres Bruntál)
Obec Dvorce (1869–1910 Dvorec, německy Hof) se nachází v okrese Bruntál v Moravskoslezském kraji. Žije zde přibližně 1 300 obyvatel.

## Historie
O vzniku Dvorců se traduje pověst, že byly založeny dvěma polskými kupci v roce 901 jako překladiště jejich zboží a v roce 1050 byly vydrancovány a zničeny loupežníky. První písemná zmínka pak pochází z roku 1339 z listiny Štěpána ze Šternberka. V této době zde již existovala i fara. Dvorce byly založeny na místě staršího osídlení zničeného v roce 1241 nájezdem Mongolů. Jejich obnova byla zároveň realizována jako protipól sousednímu biskupskému statku Budišov nad Budišovkou na území bohatém na nerostné suroviny, které bylo v tehdejší době častou příčinou sporů mezi šternberskou vrchností a olomouckým biskupstvím. V roce 1363 získaly Dvorce od Alberta ze Šternberka městská privilegia. Město bylo obehnáno hradbami a náměstí tvořila čtvercová zástavba jako typický prvek ve středověku založených měst. V roce 1403 pak Lacek z Kravař privilegia udělená v roce 1363 potvrdil. V roce 1410 Dvorcům bylo potvrzeno šternberské privilegium Petrem z Kravař. Ten dále potvrdil odúmrť a vydal právo na vystavování piva, prodej masa a chleba okolním obcím. Těmi byly Křišťanovice, Roudno, Jakubčice, Bílčice, Mejvald, Šternek, Herčivald, Rejchartice a dva hamry na Moravici. V patnáctém století došlo k zakládání cechů a vznikla zde zákupní rychta, jejíž práva byla potvrzena v roce 1503. Od císaře Ferdinanda I. získaly roku 1527 Dvorce právo konání dvou jarmarků. Potvrzení privilegií se pak město dočkalo ještě v roce 1561 Václavem Berkou z Dubé, kdy zároveň navíc získalo právo výběru mýta. V roce 1577 byl na řece Moravici postaven mlýn, jenž patřil městu.
Za třicetileté války bylo město, především z důvodu své polohy na hlavní poštovní cestě do Slezska, často decimováno procházejícími i tábořícími vojsky. Nejhorší pohromy se Dvorce dočkaly za švédského vpádu na Moravu v roce 1642. Období po třicetileté válce bylo kromě obrovského hospodářského zpustnutí města i vesnic v okolí ve znamení sporů se šternberskou vrchností kvůli omezení práv. Tyto spory trvaly od roku 1672. V roce 1695 byli dvorečtí právováreční měšťané nuceni vzdát se práva na prodej piva do okolních vesnic. Ve století následujícím, zejména jeho druhé polovině, se celá oblast, a Dvorce jako město především, hospodářsky velmi zmohly vlivem masového rozšíření plátenictví a tkalcovství, jehož rozmach vyvrcholil v sedmdesátých letech 19. století, kdy v samotných Dvorcích pracovalo na dva tisíce stavů. Plátno odtud bylo vyváženo až do Itálie. V roce 1890 byla založena první textilní továrna, o rok později rovněž továrna na nábytek, ve které se zpracovávalo dřevo z okolních lesů. Městečko dvakrát vyhořelo a to v roce 1751 a později v roce 1834, kdy nastal ničivý požár, jenž zničil i městský kostel. Po požáru v roce 1751 byl postaven v letech 1752–1753 nový kostel, který získal dnešní barokní podobu po druhém požáru v roce 1834. Kamenná kašna na náměstí pochází z roku 1816 a stojí na místě několikrát přestavované dřevěné a kamenné kašny. Neptun uprostřed kašny je podle pověsti z hradu Medlice, ale ve skutečnosti je až ze 17. až 18. stol. kdy po hradě zůstaly jen nepatrné zbytky. Poměrně velkou katastrofou byla za prusko-rakouské války v roce 1866 pruským vojskem zavlečená epidemie cholery. Ačkoliv se tato nákaza nevyhnula žádnému většímu celku a postiženy byly i četné vesnice, ve Dvorcích na ni zemřelo množství lidí větší, než bylo v té době obvyklé. V roce 1898 zde byla vybudována úzkorozchodná trať do Moravského Berouna, která byla ve třicátých letech 20. století zrušena.
Po zrušení poddanství a k němu přidružené patrimoniální správy v roce 1849 se Dvorce staly centrem a sídlem soudního okresu. Zároveň byly součástí politického okresu Šternberk a následně od roku 1909 okresu Moravský Beroun. V roce 1847 došlo k založení poštovního úřadu, v roce 1851 byl ve Dvorcích založen i berní a pozemkový úřad. Po druhé světové válce utrpěly Dvorce drastický úbytek obyvatelstva způsobený vysídlením většiny obyvatel a následným nedostatečným dosídlením českým obyvatelstvem, čímž ztratily status města a přestaly být sídlem okresního soudu, přestože i nadále existoval soudní okres Dvorce. K 1. lednu 1949 se staly součástí okresu Bruntál.

## Části obce
- Dvorce (k. ú. Dvorce u Bruntálu)
- Rejchartice (k. ú. Rejchartice)

## Vývoj počtu obyvatel
Počet obyvatel celé obce Dvorce podle sčítání nebo jiných úředních záznamů:
| Rok            | 1869 | 1880 | 1890 | 1900 | 1910 | 1921 | 1930 | 1950 | 1961 | 1970 | 1980 | 1991 | 2001 |
| -------------- | ---- | ---- | ---- | ---- | ---- | ---- | ---- | ---- | ---- | ---- | ---- | ---- | ---- |
| Počet obyvatel | 3433 | 3207 | 3059 | 2905 | 2534 | 2538 | 3692 | 1328 | 1556 | 1505 | 1660 | 1549 | 1558 |

V celé obci Dvorce je evidováno 342 adres, vesměs čísla popisná (trvalé objekty). Při sčítání lidu roku 2001 zde bylo napočteno 274 domů, z toho 257 trvale obydlených.
Počet obyvatel samotných Dvorců (tj. Dvorce Město a Dvorce Předměstí) podle sčítání nebo jiných úředních záznamů:
| Rok            | 1869 | 1880 | 1890 | 1900 | 1910 | 1921 | 1930 | 1950 | 1961 | 1970 | 1980 | 1991 | 2001 |
| -------------- | ---- | ---- | ---- | ---- | ---- | ---- | ---- | ---- | ---- | ---- | ---- | ---- | ---- |
| Počet obyvatel | 3150 | 2925 | 2803 | 2648 | 2286 | 2277 | 2457 | 1237 | 1481 | 1504 | 1660 | 1549 | 1558 |

V samotných Dvorcích je evidováno 338 adres, vesměs čísla popisná. Při sčítání lidu roku 2001 zde bylo napočteno 270 domů, z toho 257 trvale obydlených.

## Pamětihodnosti

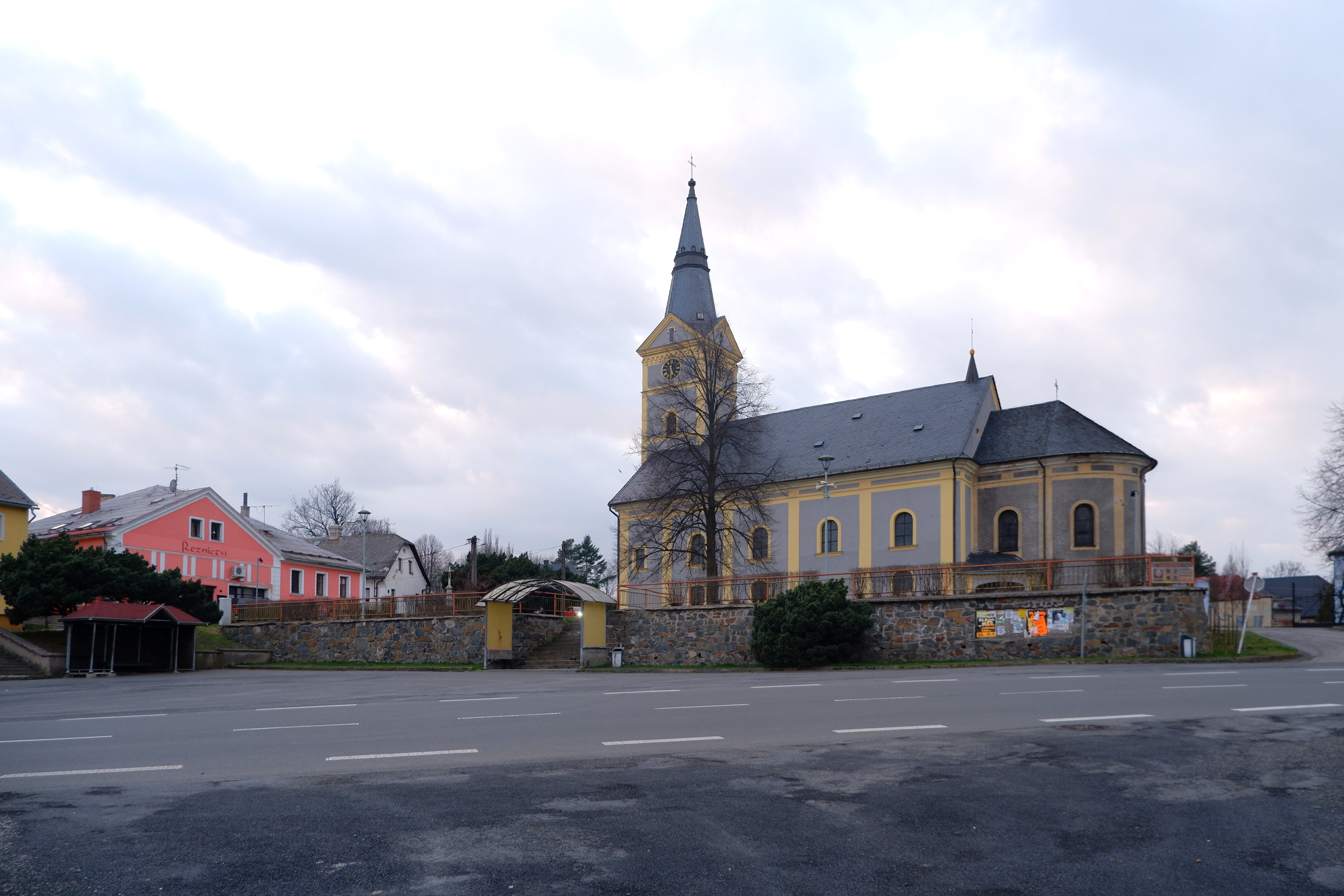
Kostel sv. Jiljí

- Kostel svatého Jiljí je kulturní památkou ČR.[17]
- Kaple svaté Kateřiny je kulturní památkou ČR.[18]
- Kašna se sochou Neptuna je kulturní památkou ČR.[19]
- Fara, Smetanova 63 je kulturní památkou ČR.[20]

## Významní rodáci
- Ignaz Beidtel (1783–1865), profesor práva, rektor olomouckého akademického lycea
- Wilhelm Jahn[21] (1835–1900), rakousko-uherský dirigent, do r. 1897 šéf vídeňské opery
- Emil Jan Lauffer (1837–1909), historik umění
- Adolf Rummer von Rummershof (1847–1918), voják, generál rakousko-uherské armády
- Antonín Schindler (1925–2010), hudebník, organolog
- Ivan Hostaša (1948–2007), výtvarník, sochař- keramik, básník [22]
- Ivan Gajdoš (1973), hudebník, učitel hudby, frontman hudebních skupin Bratři Orffové a Poslední výstřel
- Leoš Kyša (1979), spisovatel, povídkář, publicista a novinář.

## Galerie

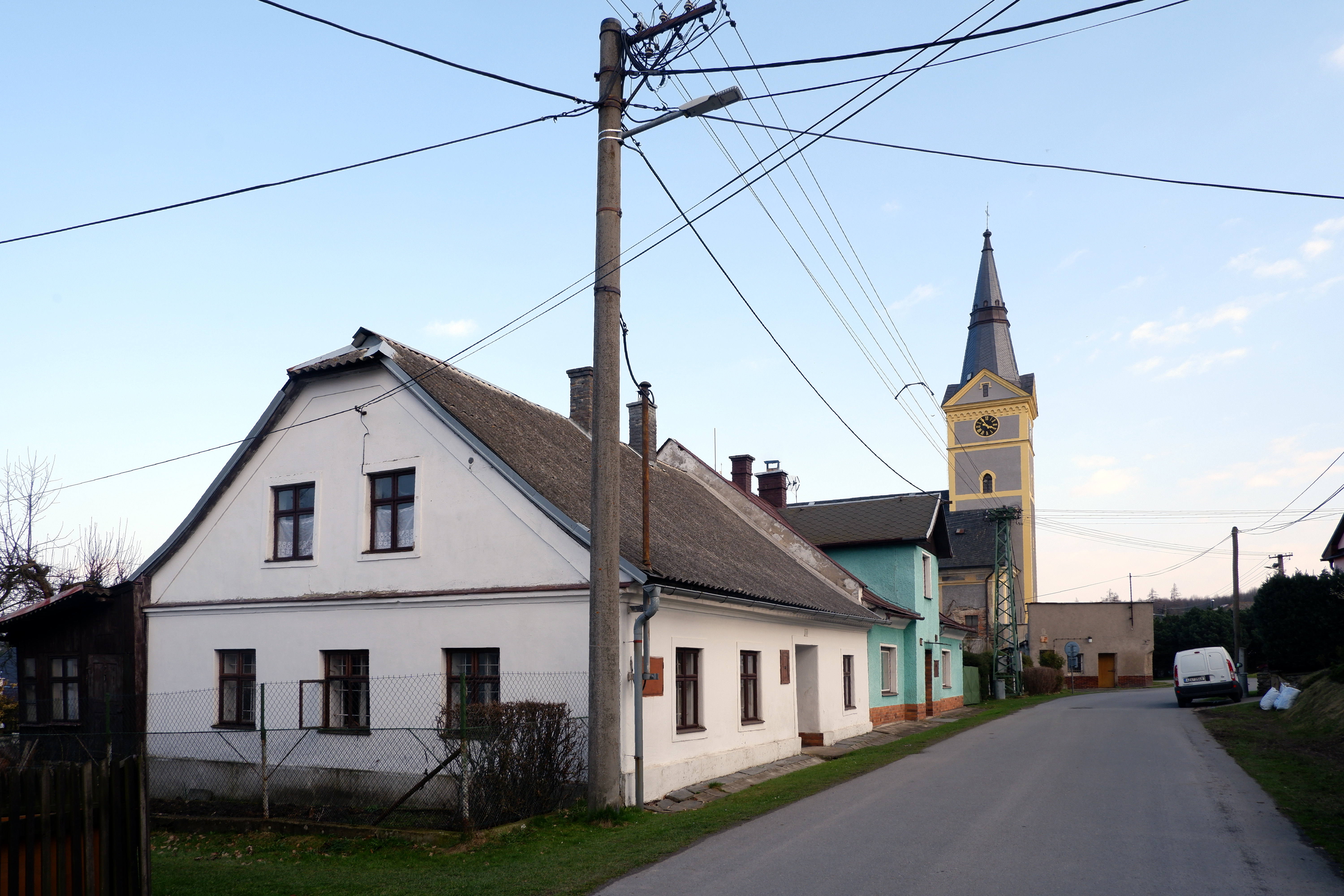
Smetanova ulice
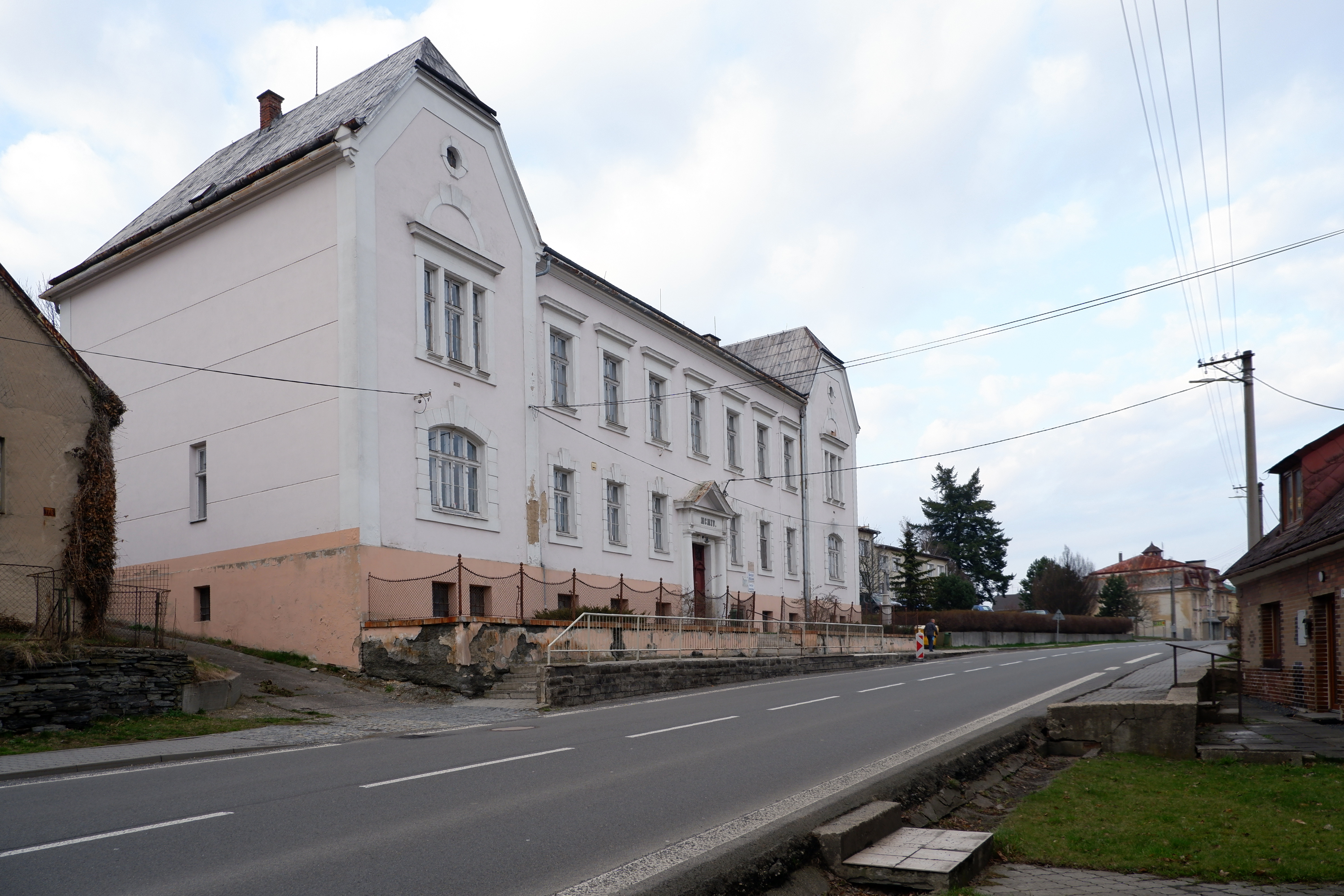
Školní jídelna, budova bývalého soudu
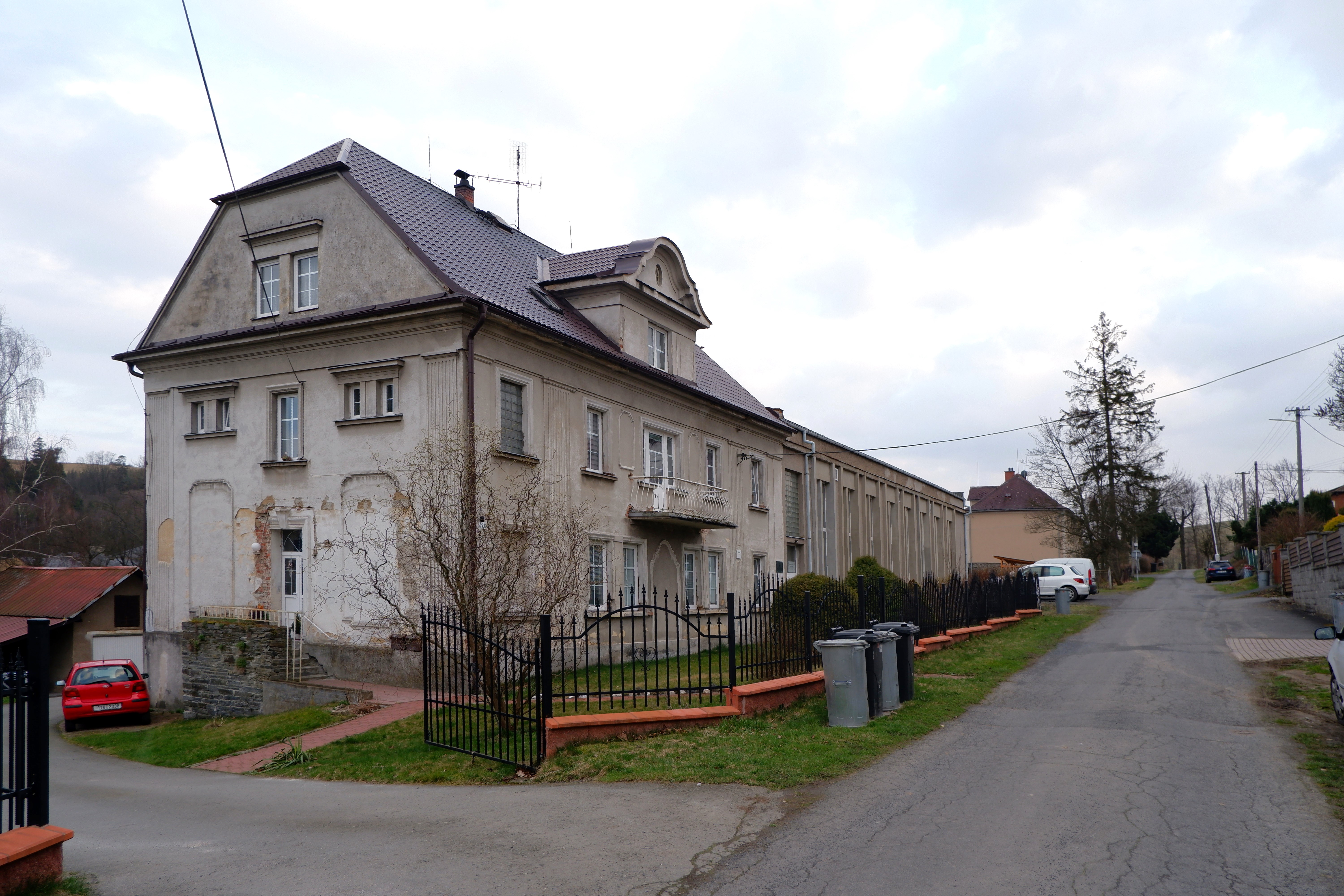
Sokolovna
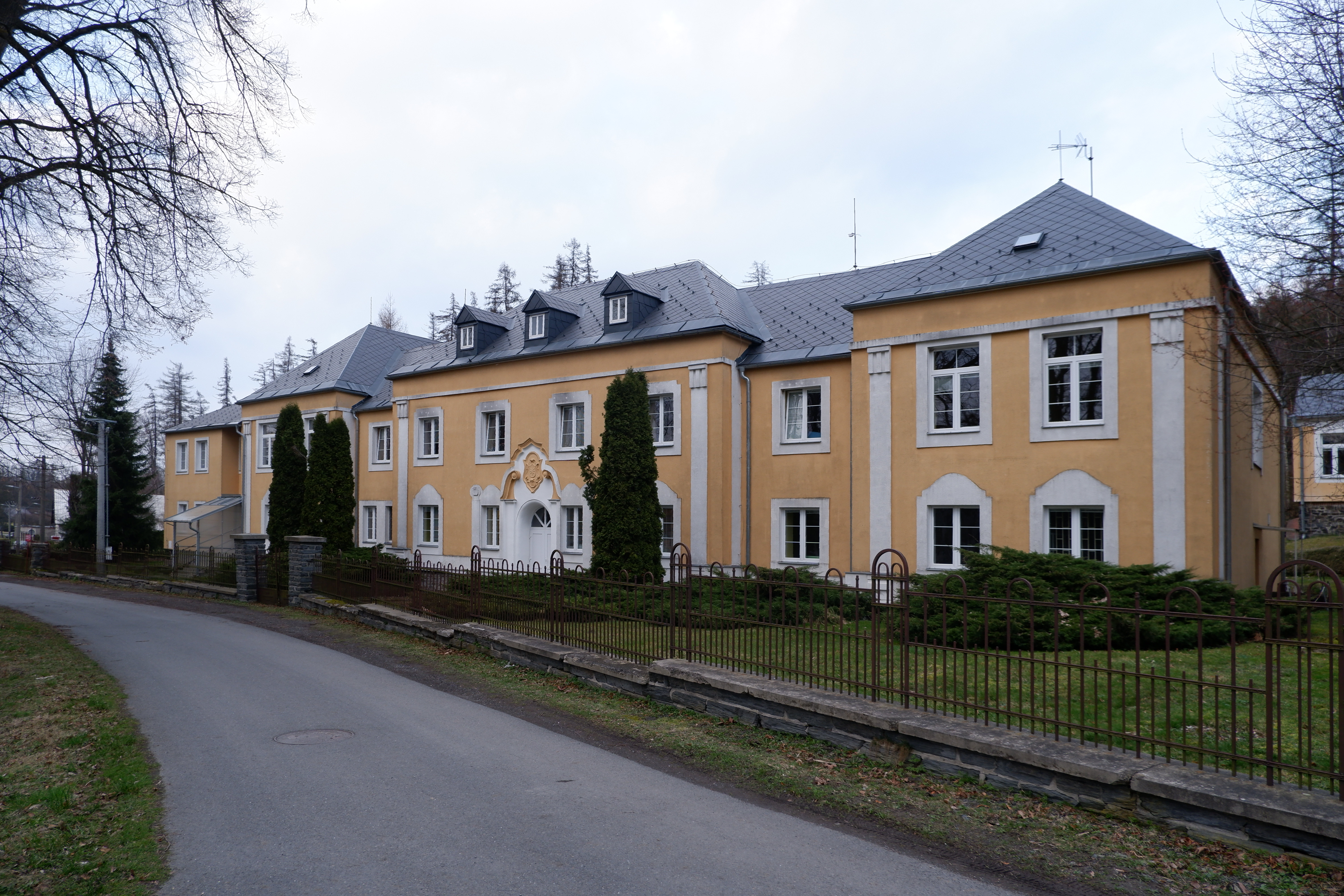
Nemocnice
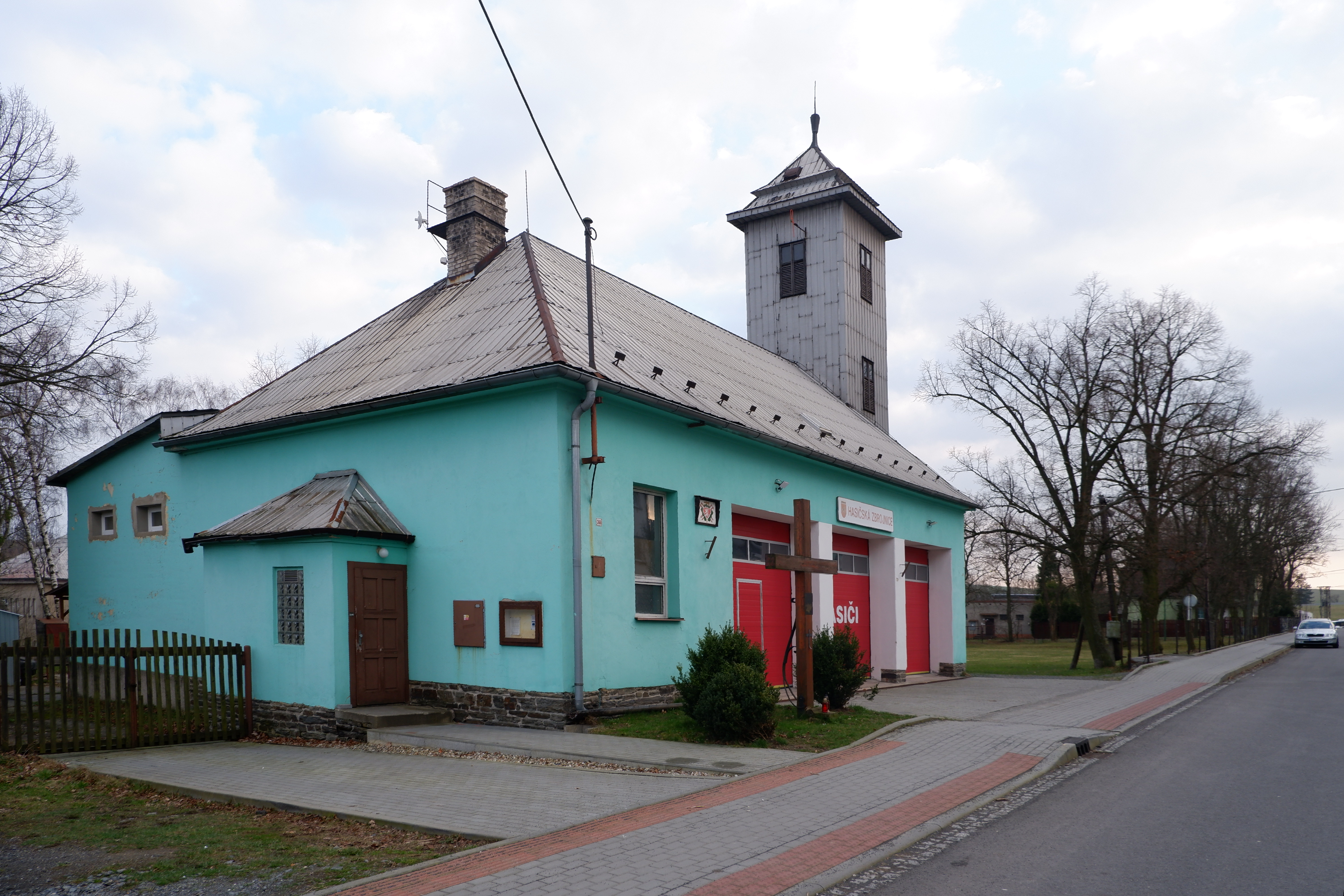
Hasičská zbrojnice